# Zuřivé slunce, bouřlivé nebe
Zuřivé slunce, bouřlivé nebe (v originále Rabioso sol, rabioso cielo) je mexický hraný film z roku 2008, který režíroval Julián Hernández podle vlastního scénáře. Snímek měl světovou premiéru na Mezinárodním filmovém festivalu Berlinale 6. září 2008, v ČR byl uveden na festivalu Febiofest v roce 2011. Většina filmu je černobílá, pouze v poslední třetině jsou některé scény barevné. Rovněž je film téměř beze slov a bez obvyklých dialogů. Jména hrdinů jsou uvedena až v závěrečných titulcích.

## Děj
Na začátku filmu se potkávají dívka Tatei a mladík Ryo, kteří poté mají spolu sex. Tatei krátce na to zmizí, zatímco Ryo spí. První polovina filmu se skládá z volně nebo i nesouvisejících scén, ve kterých mají muži sex. Ryo se v kině setkává s Kierim a zamilují se do sebe. Ale Tari, který také usiluje o Rya, ho v žárlivosti zabije a jeho tělo ukryje v jeskyni. Když to Kieri zjistí, začne hledat Rya a najde ho za pomoci El Corazón del Cielo (Nebeského srdce), mystické postavy, kterou představuje Tatei. Kieri zabije Tariho a sám sebe obětuje, aby svého milovaného přivedl zpět k životu. Nakonec se všichni tři muži setkávají pohromadě v jednom bytě.

## Obsazení
| Jorge Becerra      | Kieri                        |
| Guillermo Villegas | Ryo                          |
| Javier Oliván      | Tari                         |
| Giovanna Zacarías  | Tatei / El Corazón del Cielo |

## Ocenění
- Teddy Award: nejlepší hraný film